# موريس كاس
موريس كاس هو ممثل ليتواني، ولد في 12 أكتوبر 1884 في ليتوانيا، وتوفي في 8 يونيو 1954 بهوليوود في الولايات المتحدة بسبب نوبة قلبية.

## وصلات خارجية
- موريس كاس على موقع IMDb (الإنجليزية)
- موريس كاس على موقع تيرنر كلاسيك موفيز (الإنجليزية)
- موريس كاس على موقع قاعدة بيانات الفيلم (الإنجليزية)